# Рабинович, Яков (публицист)
Рабинович Яков (10 декабря 1875, Волковыск Гродненской губернии — 4 апреля 1948, Тель-Авив) — израильский публицист, писатель, поэт, драматург, переводчик.

## Биография
Родился в Волковыске в семье местного раввина Авраама-Арона Рабиновича и Хадассы Виноградской. Получил традиционное еврейское религиозное образование. В 1900-04 жил в Женеве и Берне, где получил образование в местном университете. Во время пребывания в Швейцарии принимал участие в издании еврейской периодики («Дер юдише арбейтер», «Хадор» и «Хацофе»).

С 1904 жил в Одессе. В 1907-10 работал помощником председателя Об-ва вспомоществования евреям земледельцам и ремесленникам в Сирии и Палестине.

В 1910 эмигрировал в Эрец-Исраэль. Сотрудничал в журнале «Ха-Поэл Ха-цаир». В 1922-30 совместно с Ашером Барашем редактировал литературный журнал «Гедим». Писал статьи для газет «Давар», «Бустанай», «Ха-Бокер».

Занимался переводами, перевёл несколько книг с французского, немецкого и русского. Принимал активное участие в сионистском движении за рубежом. Участвовал в качестве делегата на 5-м, 6-м, 7-м, 8-м и 11-м сионистских конгрессах.

## Произведения на идише
- «ארץ ישראל, אדער, אוגאנדא?»
- «דאס אידישע עלעמענט אין ארץ ישראל»
- «בלעטער פון יידיש ליטע»
- «וואס איז אזוינס ארץ ישראל»
- «די וויכטיגקייט פון יודישען ארבייטער אין ארץ ישראל»
- «טעריטאריאליזם אדער ציוניזם»

## Произведения на иврите
- «אור ואד, ספורים»
- «באין שרש»
- «במוט עמים: ספור מימי ממלכת ישראל»
- «השגות: מאמרים ורשימות»
- «יפת»
- «מסלולי ספרות»
- «נדודי עמשי השומר»
- «נוה קיץ, ספור»
- «נצנים: ספורי ילדים»
- «ספורים וציורים»
- «סתו»
- «עבודה כוללת»
- «לתורתו של ולהויזן»